# Marc Henrichmann

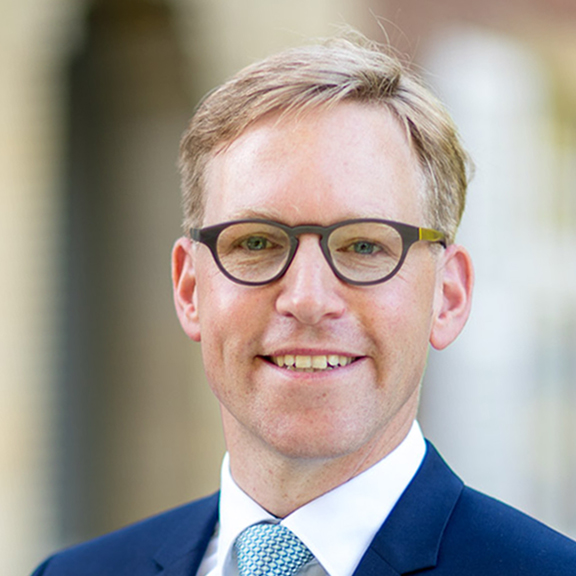
Marc Henrichmann (2017)

Marc Henrichmann (* 1. Juni 1976 in Münster) ist ein deutscher Politiker (CDU) und seit 2017 Mitglied des Deutschen Bundestages.

## Leben
Henrichmann absolvierte 1995 das Abitur am Gymnasium Paulinum in Münster. Anschließend leistete er von 1995 bis 1996 Grundwehrdienst bei der Bundeswehr. Er studierte von 1996 bis 2001 Rechtswissenschaft an der Westfälischen Wilhelms-Universität in Münster und ist als Rechtsanwalt in Havixbeck tätig. 
Henrichmann ist römisch-katholisch, verheiratet, hat ein Kind und wohnt in Havixbeck.

## Abgeordneter
Henrichmann gewann am 24. September 2017 das Direktmandat im Bundestagswahlkreis Coesfeld – Steinfurt II für die CDU und zog als Abgeordneter in den Deutschen Bundestag ein. Bei der Bundestagswahl 2021 und 2025 wurde er erneut gewählt. Im 20. Deutschen Bundestag war er ordentliches Mitglied im Ausschuss für Inneres und Heimat. Am 22. Februar 2024 wurde er zudem als ordentliches Mitglied in das Parlamentarische Kontrollgremium zur Kontrolle der Nachrichtendienste des Bundes gewählt (521 Ja-Stimmen). Die CDU/CSU-Fraktion im Deutschen Bundestag hatte einen weiteren Sitz im Gremium erhalten, nachdem sich die Fraktion Die Linke im Bundestag im Dezember 2023 aufgelöst und der Linken-Politiker André Hahn deshalb seinen Sitz im Kontrollgremium verloren hatte. Zudem war er stellvertretendes Mitglied im Ausschuss für Arbeit und Soziales sowie im Ausschuss für Digitales.
Im 21. Deutschen Bundestag ist er ordentliches Mitglied im Innenausschuss und stellvertretendes Mitglied im Ausschuss für Digitales und Staatsmodernisierung. Am 26. Juni 2025 wählte das Plenum des Bundestages ihn in das Parlamentarische Kontrollgremium zur Kontrolle der Nachrichtendienste des Bundes. Dort soll er als Nachfolger von Konstantin von Notz den Vorsitz übernehmen.